# Hanna Hesselbom
Johanna (Hanna) Karolina Hesselbom, född Öberg 9 mars 1866 i Katarina församling, död 4 februari 1945 i Säffle församling, var en svensk kvinnosakskvinna. Hon var ordförande för Föreningen för kvinnans politiska rösträtt i Säffle 1907–1914. Hon gifte sig 1913 med konstnären Otto Hesselbom.